# Магнус IV
Магнус IV наречен „Слепия“ (на норвежки: Magnus Sigurdsson den blinde) е крал на Норвегия в периода от 1130 до 1135 г. и впоследствие още веднъж от 1137 г. до смъртта си на 12 ноември 1139. Той е извънбрачен син на крал Сигурд I Кръстоносеца от неговата наложница Боргхилда Олафсдотир. Въпреки че е бил извънбрачно дете, той винаги е бил смятан от баща си за негов наследник на трона. През 1127 г. обаче в Норвегия пристига още един претендент за трона - Харалд Гиле, извънбрачен син на Магнус III и фактически чичо на Магнус IV. При все че Харалд се заклел да не предявява претенции за престола докато са живи крал Сигурд I и Магнус IV, веднага след смъртта на Сигурд I през 1130 г. Магнус бил принуден да раздели властта си със своя чичо, който бил подкрепян от многобройните си васали. С това започва периодът на гражданските войни, които продължили с известни прекъсвания цяло столетие, и чак след тяхното приключване в 1240 г. било завършено консолидирането на държавата и Норвегия се превърнала в единно кралство.

## Брак
В 1131 г. е уговорен бракът на Магнус с датската принцеса Кристин Датска, племенница на бъдещия крал Ерик II, който към този момент все още не е седнал на трона на Дания. Самият брак се е състоял в 1132 или 1133 г. Магнус подкрепя Ерик II в борбата му с крал Нилс Датски и дори му предоставя убежище в Норвегия за известно време. В крайна сметка Ерик II взима надмощие и е провъзгласен за крал, но междувременно бракът между Магнус и Кристин е разтрогнат, тъй като Кристин е открила, че съпругът ѝ е имал намерение да мине на страната на Нилс Датски и да предаде чичо ѝ.

## Начало на гражданските войни
Съуправлението на Магнус IV и неговият чичо Харалд Гиле било сравнително мирно в продължение на три години като всеки от двамата управлявал своята част от страната, но скоро започнала жестока гражданска война. Първоначално Магнус успява да победи чичо си в 1134 г. и го прогонва от Норвегия. Харалд Гиле търси помощ от датския крал Ерик II, който заради влошените си отношения с Магнус му осигурява голям брой датски наемници и начело на тях Харалд Гиле се завръща в Норвегия. В битката при Берген в януари 1135 г. Магнус е заловен и детрониран. Разправата от страна на чичото обаче не се ограничила само с детронацията - по негова заповед 20-годишният по това време Магнус бил предаден на кралските роби да го измъчват и те го ослепили, кастрирали и му отрязали единия крак. След това осакатеният Магнус бил затворен в манастир на един малък остров в Тронхайм. Въпреки това Харалд Гиле не могъл дълго да се радва на победата си, защото скоро след това се появил нов претендент за короната - още един от извънбрачните синове на Магнус III - този път Сигурд Слембе. Последният успял да се разправи с Харалд Гиле и го убил, а заедно с това измъкнал от манастира Магнус IV, който оттук нататък вече бил наричан Слепия.
Харалд Гиле оставил след смъртта си двама невръстни синове, които благодарение усилията на тяхната майка и с подкрепата на верните ѝ васали били признати за крале – въпреки че все още били деца единият бил обявен за крал на Трьонделаг, а другият – във Викен. Сигурд Слембе и Магнус IV не успели да окажат сериозна съпротива на обединените войски на двамата нови крале и били победени в морската битка при Холменгре на Ослофиорд близо до днешния град Стрьомстад. Магнус IV загинал в тази битка, когато воинът, който го носел, бил убит с копие, което пронизало и тялото на бившия крал. Тленните останки на Магнус Слепия били погребани в катедралата Св. Халвалд в Осло, която днес е в руини. Сигурд Слембе бил заловен и измъчван до смърт.